# جنگل کتانجک
جنگل‌های کتانجک نواحی زیر آبی با چگالی بالایی از کتانجک (کلپ) اند که بخش بزرگی از خط ساحلی زمین را پوشش می‌دهند. نواحی کوچکتر از کتانجک‌های لنگرشده را بسترهای کتانجکی نامند.